# Sint-Pauluskathedraal (Dunedin)

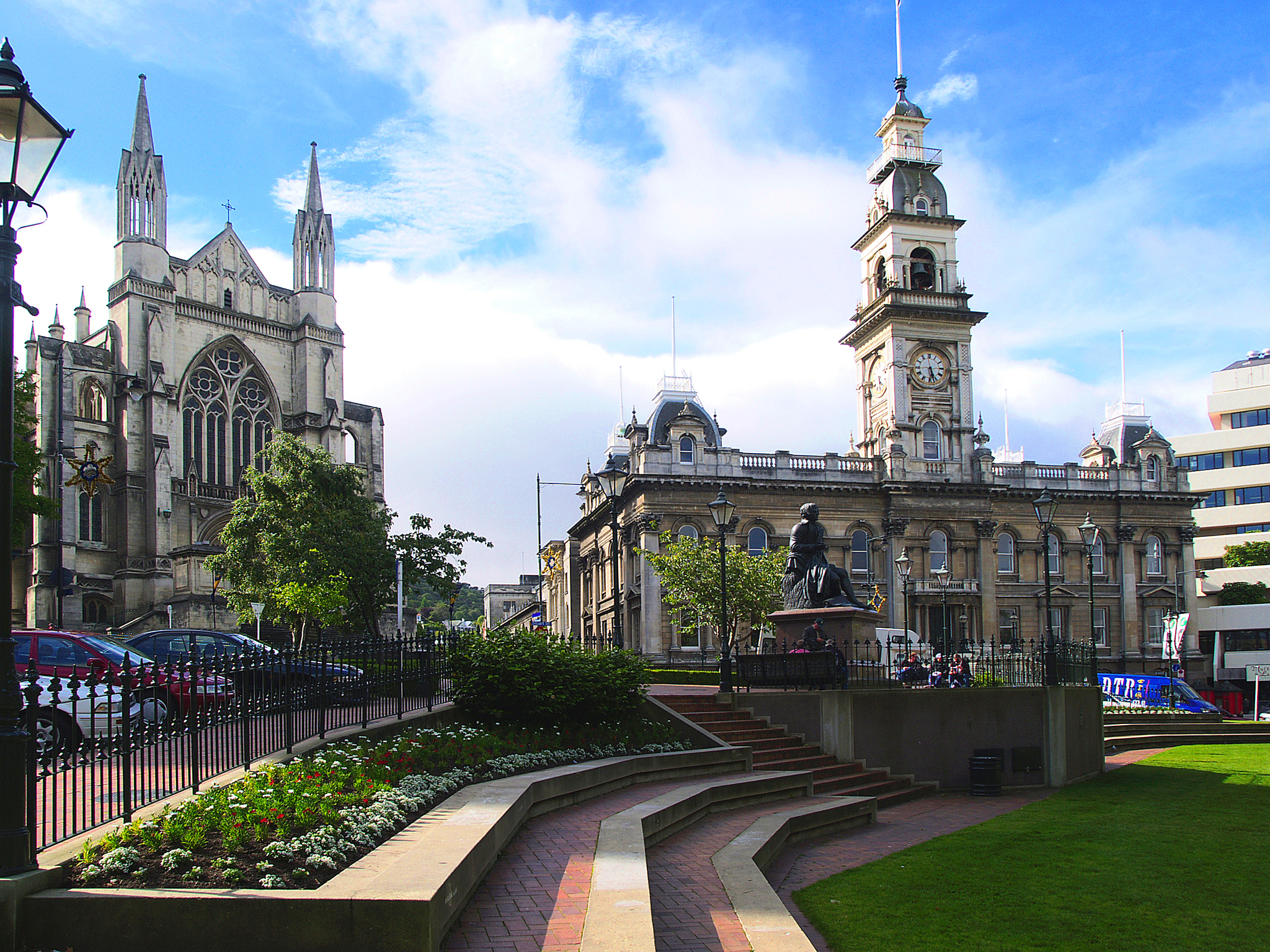
Sint-Pauluskathedraal en het stadhuis

De Sint-Pauluskathedraal (Engels: St Paul's Cathedral) in Dunedin is de anglicaanse kathedraal in deze Nieuw-Zeelandse stad.
De eerste Sint-Pauluskerk in Dunedin werd gebouwd in 1862-1863 en in 1915 werd de eerste steen voor een nieuwe kathedraal gelegd, die ingewijd werd in 1919.
In 1989 genoot de kathedraal de eer een vrouw als bisschop te krijgen, Penny Jamieson, op een na de eerste vrouwelijke anglicaanse bisschop en de allereerste aan het hoofd van een bisdom.